# Revista de Ripollet
La Revista de Ripollet és una revista setmanal gratuïta d'informació local que es distribueix al municipi de Ripollet, al Vallès Occidental. El mitjà surt cada dijous a la tarda. Es distribueixen 6.000 exemplars i es pot adquirir a diferents comerços o centres públics del poble. Es subvenciona de la publicitat de comerços i empreses locals, així com d'alguns pobles o ciutats del voltant de forma més esporàdica.

## Història

### Ràdio Ripollet (1982-1997)
L'any 1982 es van iniciar les emissions de Ràdio Ripollet, impulsada per un grup de veïns interessats a dotar a la vila d'un mitjà de comunicació al marge dels estaments oficials. La gestió de la ràdio depenia de l'entitat cultural Associació Ràdio Ripollet, creada expressament amb aquesta finalitat.
L'aprovació de la Llei d'ordenació de les telecomunicacions de l'any 1987 va posar en dificultat el manteniment de les emissions de Ràdio Ripollet. Arran d'això, va deixar d'emetre en diferents ocasions, essent les més destacades els anys 1987 i 1993. L'Associació, conscient de la dificultat d'obtenir una llicència d'emissió radiofònica pròpia, va negociar amb l'Ajuntament la possible obtenció d'una freqüència d'emissió com a ràdio municipal. El 28 d'abril de 1993 es va signar aquest conveni, de manera que la llicència de les emissions va quedar en mans de l'Ajuntament de Ripollet i l'Associació Ràdio Ripollet es va encarregar de la gestió del mitjà.
El conveni va seguir vigent fins a l'agost de 1997. L'Ajuntament va manifestar la voluntat de recuperar la gestió de la llicència i, malgrat les protestes de l'entitat i el suport que va rebre de la ciutadania, la darrera emissió de Ràdio Ripollet va ser el 24 d'agost de 1997.

### De la revista Ràdio Ripollet (1984-1993) a Revista de Ripollet (1993 fins a l'actualitat)
La revista va néixer com a butlletí Ràdio Ripollet l'any 1984, amb la finalitat de recollir la programació de la ràdio local. Era un sol full DIN A4 que s'anunciava com una eina de promoció dels programes i activitats de l'Associació Ràdio Ripollet. Inicialment, no es va marcar una periodicitat obligatòria.
Poc temps després, a partir del número 3 (publicat a l'agost del 1985), els continguts van canviar: es va incorporar informació d'actualitat, articles sobre història local, entrevistes i publicitat. Es va crear un equip de redacció i, entre els seus membres, s'hi trobava l'ara reconegut periodista Nicolás Valle. L'etapa amb aquest equip de redactors va tancar al desembre de 1987, amb el número 17, perquè un gruix de la redacció va decidir crear un projecte professional de mitjans de comunicació i va abandonar l'Associació Ràdio Ripollet.
La revista Ràdio Ripollet va renovar els seus col·laboradors i va reprendre la publicació a l'abril de 1988. Es va presentar com una “publicació monogràfica”, que “pretén presentar estudis sobre la nostra vila, realitzats amb cura i intentant millorar la qualitat gràfica de la publicació”. Es van editar un total de 5 números fins a l'agost de 1989. Difonien el treball i els programes dels col·laboradors de la ràdio i alguns reportatges de festes locals, com la Festa Major.
A partir de l'octubre de 1989, la revista va tornar a publicar notícies d'actualitat i va convertir-se en una publicació mensual. Més endavant, concretament el 1997 amb el canvi de gestió de Ràdio Ripollet (que va passar a ser propietat íntegra de l'Ajuntament), la revista va haver de canviar de nom i se la va anomenar Revista de Ripollet. Tot i el canvi de nom, el mitjà va mantenir el format, la línia editorial i de continguts, la periodicitat i l'equip de redacció.
El canvi més important va esdevenir el 10 de desembre de 1999, amb el número 141. La revista va passar a ser de DIN A5, de periodicitat setmanal i formada per equips de redacció i comercials amb contracte laboral. El promotor d'aquest canvi va ser Oriol Soler, expresident del diari Ara.

### Directors
Els directors que ha tingut el mitjà des del canvi definitiu de format han estat Vanessa Raja (desembre de 1999-desembre de 2001), Reme Herrera (gener-febrer de 2002), Sílvia Marimón (març de 2002-agost de 2004), M.Jesús García (setembre de 2004-octubre de 2006) i David Rúa, el director actual.

### Subsistència
Actualment és l'única revista independent de l'Ajuntament que segueix vigent a Ripollet. L'altra revista local és El Butlletí, gestionada per l'Ajuntament i de difusió bimensual. Altres revistes van néixer al llarg dels 90 i principis del 2000, però no van durar gaires anys. Alguns exemples: El Mur (1990-1993), Ripollet Quinzenal (1992-1997), Ripollet al Dia (2000-2005) o El Núm.1 (2001-2003).

## Seccions
Actualment (2013) consta de les següents seccions:
- Al punt de mira (tema destacat de la setmana)
- Política
- Societat
- Cultura
- Esports (inclou una agenda esportiva i la fotografia de ‘L'equip de la setmana')
- Participació (cartes de ciutadans i tribunes que cada setmana es destinen a associacions, entitats i partits polítics diferents)
- Mirant enrere (notícia antiga de la revista i fotografia antiga cedida per gent del poble)
- Horòscops
- Guia del comerç
- Ciutadans (entrevista a un ripolletenc/a il·lustre o que hagi fet quelcom. L'espai no se cedeix mai a polítics)
- La Revisteta (secció infantil)
- Serveis
- Felicitats (fotografies amb dedicació que la gent envia per felicitar l'aniversari).

## Presència a la web
La revista té la seva versió online des de 2006. L'any 2012 ha presentat la seva nova web www.revistaderipollet.cat, on també es poden consultar les publicacions del format paper digitalitzades.

## Etapa Aleix Saló
El 1999, amb el nou format, la revista va incorporar una vinyeta humorística sobre un tema d'actualitat preferentment local, tot i que també podia ser nacional o d'interès general. L'encarregat d'encetar aquesta petita secció va ser el jove Aleix Saló. Les seves vinyetes el van popularitzar moltíssim entre la població, motiu pel qual va il·lustrar el llibre del 20è aniversari de l'Associació Ràdio Ripollet. Actualment, tot i que la secció es manté, el vinyetaire ja no treballa al mitjà i publica llibres de crítica social pel seu compte que han tingut molt bona acollida, tals com Españistán o Simiocràcia.